# Genowefa Wiśniowska
Genowefa Wiśniowska (Ożary; 4 de Março de 1949 — ) é uma política da Polónia. Ela foi eleito para a Sejm em 25 de Setembro de 2005 com 10670 votos em 24 no distrito de Białystok, candidata pelas listas do partido Samoobrona Rzeczpospolitej Polskiej.
Ela também foi membro da Sejm 2001-2005.